# Nebojša Popović (handball)
Pour les articles homonymes, voir Nebojša Popović et Popović.
Nebojša Popović (en serbe : Небојша Поповић), né le 28 avril 1947 à Prijedor, est un ancien joueur yougoslave de handball qui évoluait au poste de pivot.
Il participe aux Jeux olympiques de 1972 de Munich avec l'équipe de Yougoslavie. Il devient champion olympique à 25 ans avec son pays, après avoir joué l'intégralité des matches de la compétition et marqué onze buts. Quatre ans plus tard, il participe aux Jeux olympiques de 1976 à Montréal ; la Yougoslavie ne gagnera pas un deuxième titre consécutif, finissant à la 5e place du tournoi. Il a également remporté deux médailles de bronze aux Championnats du monde avec l'équipe, en 1970 en France et en 1974 en Allemagne de l'Ouest.
En club, il passe la majorité de sa carrière avec le RK Borac Banja Luka, il remporte ainsi plusieurs titres nationaux, mais également un titre continental, la Coupe d'Europe des clubs champions en 1976.
Après sa carrière, Nebojša s'investit pour le handball en Belgique et devient le directeur technique national de l'Équipe nationale belge.

## Palmarès

### En équipe nationale
- Jeux olympiques
  -  Médaille d'or aux Jeux olympiques de 1972 à Munich
  - 5e place aux Jeux olympiques de 1976 à Montréal
- Championnats du monde
  -  Médaille de bronze au Championnat du monde 1970 en France
  -  Médaille de bronze au Championnat du monde 1974 en Allemagne de l'Ouest.

### En club
- Compétitions internationales
  - Coupe d'Europe des clubs champions en 1976
- Compétitions nationales
  - Championnat de Yougoslavie (4) : 1973, 1974, 1975, 1976
  - Coupe de Yougoslavie (4) : 1972, 1973, 1974, 1975